# サッカーシリア代表
サッカーシリア代表（サッカーシリアだいひょう）は、シリアサッカー協会（SFA）によって構成されるシリアのサッカーのナショナルチームである。西アジアサッカー連盟所属。
ホームスタジアムは、ダマスカスにあるアッバーシーン・スタジアムと、アレッポにあるアレッポ国際スタジアム。近年は内戦の影響によって、国外でのホームゲーム開催を余儀なくされる事が多い。

## 概要
FIFAワールドカップの本大会への出場経験はない。AFCアジアカップの本大会には過去7度出場しており、7回目となるAFCアジアカップ2023で初めてグループリーグを突破、初めてノックアウトステージへ進出している。

## 歴史

### 20世紀
1966年W杯イングランド大会の予選では、ヨーロッパグループ7に属し、スペインおよびアイルランドと争うこととなったが、アイルランドとの試合前に予選を棄権した。1986年メキシコ大会のアジア予選では最終予選まで進出し、イラクとのホーム・アンド・アウェーに勝てばワールドカップ初出場という場面だったが、ホーム0-0、アウェイ1-3で敗れ出場を逃した（イラク初出場）。20世紀にはアジアカップに4度出場したが、いずれも1次リーグで姿を消している。

### 21世紀

#### 2010年代
4大会ぶり5回目のアジアカップ出場となった2011年のアジアカップでは、1次リーグの初戦で格上と見られていたサウジアラビアを下す快挙を果たしたが、日本とヨルダンに敗れてグループ3位で敗退した。
2014年W杯ブラジル大会・アジア2次予選でシリアはタジキスタンと対戦。ホームでの第1戦を2-1、アウェーでの第2戦を4-0でともに勝利し、3次予選進出を決めた。しかし、3次予選組み合わせ決定後、2次予選でスウェーデン代表歴のあるジョージ・ムラードを登録・出場させていたことが判明。国際サッカー連盟（FIFA）が調査を行った上で、この試合の成績を無効としシリアは失格。代替でタジキスタンが3次予選進出となった。2015年のアジアカップは予選で躓き、2大会ぶりの予選敗退に終わった。
2018年W杯ロシア大会・アジア予選では最終予選に進出した。同最終予選ではイラン、韓国にホームで引き分けるなど健闘を見せ、第9節でカタールにホームで3-1と勝利し、勝ち点で並んだウズベキスタンを得失点差で上回りプレーオフ出場圏の3位に浮上した。そして最終節のアウェーでのイラン戦は先制点を挙げたものの、その後逆転され90分終了時点で2-1と予選敗退の危機に陥っていたが、追加時間にオマル・アッ＝ソーマの得点で2-2の引き分けに持ち込み、同じ勝ち点13のウズベキスタンを得失点差で上回りグループAの3位で4次予選（AFCプレーオフ）に進出した。また、この試合の1点目のゴールは2015年11月12日に行われたトルクメニスタン戦で失点して以降1121分ぶりとなるイランのワールドカップ予選での失点となった。なお、最終予選においてホームの5試合は全て中立国のマレーシア開催であったが無敗だった。4次予選では、オーストラリアに2試合180分では2-2の同点だったため行われた延長戦の末に敗れ大陸間プレーオフ進出はならなかった。2019年のアジアカップでは1分2敗で6度目のグループリーグ敗退となった。

#### 2020年代
2022年W杯カタール大会予選でもアジア最終予選まで進んだが、全10試合で1勝しか挙げられず敗退した。AFCアジアカップ2023カタール大会では、グループリーグ最終戦のインド戦で3大会ぶりのアジアカップ勝利を挙げて1勝1分1敗で3位通過し、7回目の挑戦にして初めて決勝トーナメント（ベスト16）入りを果たした。ベスト8を懸けたイランとの一戦は、PK戦までもつれた末、3-5で敗北した。アジア枠が大きく拡大し、ワールドカップ初出場を目指した2026年W杯北中米大会予選ではアジア2次予選で姿を消した。

## 成績

### FIFAワールドカップ
- 1930 - 不参加
- 1934 - 不参加
- 1938 - 不参加
- 1950 - 棄権
- 1954 - 不参加
- 1958 - 予選敗退
- 1962 - 不参加
- 1966 - 棄権
- 1970 - 不参加
- 1974 - 予選敗退
- 1978 - 棄権
- 1982 - 予選敗退
- 1986 - 予選敗退
- 1990 - 予選敗退
- 1994 - 予選敗退
- 1998 - 予選敗退
- 2002 - 予選敗退
- 2006 - 予選敗退
- 2010 - 予選敗退
- 2014 - 失格
- 2018 - 予選敗退
- 2022 - 予選敗退
- 2026 - 予選敗退

### AFCアジアカップ
| 開催年 | 結果               | 試合     | 勝利     | 引分     | 敗戦     | 得点     | 失点     |
| ------ | ------------------ | -------- | -------- | -------- | -------- | -------- | -------- |
| 1956   | 不参加             | 不参加   | 不参加   | 不参加   | 不参加   | 不参加   | 不参加   |
| 1960   | 不参加             | 不参加   | 不参加   | 不参加   | 不参加   | 不参加   | 不参加   |
| 1964   | 不参加             | 不参加   | 不参加   | 不参加   | 不参加   | 不参加   | 不参加   |
| 1968   | 不参加             | 不参加   | 不参加   | 不参加   | 不参加   | 不参加   | 不参加   |
| 1972   | 予選敗退           | 予選敗退 | 予選敗退 | 予選敗退 | 予選敗退 | 予選敗退 | 予選敗退 |
| 1976   | 棄権               | 棄権     | 棄権     | 棄権     | 棄権     | 棄権     | 棄権     |
| 1980   | 1次リーグ敗退      | 4        | 2        | 1        | 1        | 3        | 2        |
| 1984   | 1次リーグ敗退      | 4        | 1        | 1        | 2        | 3        | 5        |
| 1988   | 1次リーグ敗退      | 4        | 2        | 0        | 2        | 2        | 5        |
| 1992   | 予選敗退           | 予選敗退 | 予選敗退 | 予選敗退 | 予選敗退 | 予選敗退 | 予選敗退 |
| 1996   | 1次リーグ敗退      | 3        | 1        | 0        | 2        | 3        | 6        |
| 2000   | 予選敗退           | 予選敗退 | 予選敗退 | 予選敗退 | 予選敗退 | 予選敗退 | 予選敗退 |
| 2004   | 予選敗退           | 予選敗退 | 予選敗退 | 予選敗退 | 予選敗退 | 予選敗退 | 予選敗退 |
| 2007   | 予選敗退           | 予選敗退 | 予選敗退 | 予選敗退 | 予選敗退 | 予選敗退 | 予選敗退 |
| 2011   | グループリーグ敗退 | 3        | 1        | 0        | 2        | 4        | 5        |
| 2015   | 予選敗退           | 予選敗退 | 予選敗退 | 予選敗退 | 予選敗退 | 予選敗退 | 予選敗退 |
| 2019   | グループリーグ敗退 | 3        | 0        | 1        | 2        | 2        | 5        |
| 2023   | ベスト16           | 4        | 1        | 2        | 1        | 2        | 2        |
| 合計   | 7/18               | 25       | 8        | 5        | 12       | 19       | 30       |

### 西アジアサッカー選手権
| 開催年 | 結果               | 試合 | 勝利 | 引分 | 敗戦 | 得点 | 失点 |
| ------ | ------------------ | ---- | ---- | ---- | ---- | ---- | ---- |
| 2000   | 準優勝             | 5    | 2    | 1    | 2    | 5    | 2    |
| 2002   | 4位                | 4    | 1    | 1    | 2    | 5    | 6    |
| 2004   | 準優勝             | 4    | 1    | 1    | 2    | 6    | 13   |
| 2007   | ベスト4            | 3    | 2    | 0    | 1    | 2    | 3    |
| 2008   | ベスト4            | 3    | 1    | 1    | 1    | 2    | 3    |
| 2010   | グループリーグ敗退 | 2    | 0    | 1    | 1    | 2    | 3    |
| 2012   | 優勝               | 4    | 2    | 2    | 0    | 5    | 3    |
| 2014   | 棄権               | 棄権 | 棄権 | 棄権 | 棄権 | 棄権 | 棄権 |
| 合計   | 7/8                | 25   | 9    | 7    | 9    | 27   | 33   |

### アラブカップ
| 開催年 | 結果               | 試合   | 勝利   | 引分   | 敗戦   | 得点   | 失点   |
| ------ | ------------------ | ------ | ------ | ------ | ------ | ------ | ------ |
| 1963   | 準優勝             | 4      | 3      | 0      | 1      | 9      | 4      |
| 1964   | 不参加             | 不参加 | 不参加 | 不参加 | 不参加 | 不参加 | 不参加 |
| 1966   | 準優勝             | 5      | 3      | 1      | 1      | 9      | 4      |
| 1985   | 不参加             | 不参加 | 不参加 | 不参加 | 不参加 | 不参加 | 不参加 |
| 1988   | 準優勝             | 6      | 2      | 2      | 2      | 5      | 5      |
| 1992   | 4位                | 4      | 0      | 3      | 1      | 2      | 3      |
| 1998   | グループリーグ敗退 | 2      | 0      | 0      | 2      | 1      | 6      |
| 2002   | グループリーグ敗退 | 4      | 2      | 0      | 2      | 8      | 6      |
| 2012   | 不参加             | 不参加 | 不参加 | 不参加 | 不参加 | 不参加 | 不参加 |
| 2021   | グループリーグ敗退 | 3      | 1      | 0      | 2      | 5      | 3      |
| 合計   | 7/10               | 28     | 11     | 6      | 11     | 39     | 31     |

### パンアラブ競技大会
| 開催年 | 結果               | 試合   | 勝利   | 引分   | 敗戦   | 得点   | 失点   |
| ------ | ------------------ | ------ | ------ | ------ | ------ | ------ | ------ |
| 1953   | 準優勝             | 3      | 1      | 1      | 1      | 3      | 5      |
| 1957   | 優勝               | 5      | 2      | 2      | 1      | 12     | 6      |
| 1961   | 不参加             | 不参加 | 不参加 | 不参加 | 不参加 | 不参加 | 不参加 |
| 1965   | グループリーグ敗退 | 4      | 2      | 0      | 2      | 20     | 8      |
| 1976   | 3位                | 6      | 3      | 1      | 2      | 6      | 4      |
| 1985   | グループリーグ敗退 | 2      | 0      | 0      | 2      | 0      | 4      |
| 1992   | 4位                | 4      | 0      | 3      | 1      | 2      | 3      |
| 1997   | 準優勝             | 5      | 4      | 0      | 1      | 9      | 5      |
| 1999   | グループリーグ敗退 | 4      | 0      | 4      | 0      | 5      | 5      |
| 2007   | 不参加             | 不参加 | 不参加 | 不参加 | 不参加 | 不参加 | 不参加 |
| 2011   | 棄権               | 棄権   | 棄権   | 棄権   | 棄権   | 棄権   | 棄権   |
| 合計   | 8/11               | 33     | 12     | 11     | 10     | 57     | 40     |

### 西アジア競技大会
| 開催年 | 結果   | 試合 | 勝利 | 引分 | 敗戦 | 得点 | 失点 |
| ------ | ------ | ---- | ---- | ---- | ---- | ---- | ---- |
| 1997   | 準優勝 |      |      |      |      |      |      |
| 2002   | 準優勝 | 4    | 1    | 3    | 0    | 5    | 4    |
| 2005   | 準優勝 | 4    | 1    | 3    | 0    | 7    | 5    |
| 合計   | 3/3    |      |      |      |      |      |      |

## 歴代監督
- ファジル・イブラヒム 2006-2010
- ラトミル・ドゥイコヴィッチ 2010
- バレリウ・ティタ 2010-2011, 2021-2022
- ファジル・イブラヒム 2015-2016, 2019
- アイマン・アル＝ハキーム 2016-2017
- ベルント・シュタンゲ 2018-2019
- ナビール・マアルール 2020-2021
- ニザール・マフルース 2021
- ガッサーン・マアトゥーク（英語版） 2022
- フサーム・アッ＝サイイド（英語版） 2022-2023
- エクトル・クーペル 2023-2024
- ホセ・ラナ（英語版） 2024-

## 歴代選手
- オサーマ・オーマリー
- アフマド・アッ＝ドゥーニー
- オマル・アッ＝ソーマ
- オマル・フリービーン